# Rhyssalus brevicornis
Rhyssalus brevicornis är en stekelart som beskrevs av Charles Thomas Brues 1933. Rhyssalus brevicornis ingår i släktet Rhyssalus och familjen bracksteklar. Inga underarter finns listade i Catalogue of Life.